# Школа бизнеса Фукуа
Школа бизнеса Фукуа (Школа бизнеса им. Фукуа/Фьюкуа, англ. Fuqua School of Business, произносится «few-kwa») — бизнес-школа при Университете Дьюка, расположенном в Дареме, Северная Каролина, США. В настоящий момент число её студентов, обучающихся по программам для получения учёных степеней, составляет 1340 человек. Эти программы включают в себя:
- Daytime MBA,
- Global Executive MBA,
- Cross Continent MBA,
- Weekend Executive MBA,
- программу Магистр Менеджмента: Основы бизнеса,
- Магистратура Менеджмента: Клиническая Информатика,

совместные программы получения степени (совместные степени в сферах здравоохранения, юриспруденции, государственной политики, использования окружающей среды, лесоводства и медсестринского дела), а также программу Ph.D.
Кроме этого, существуют краткосрочные программы профессионального развития и бизнес-образования без получения степени на базе Duke Executive Education и Duke Corporate Education.

## История
Школа была основана в 1969 году, первый курс студентов (20 человек) был набран в 1970 году. В 1974 году Томас Ф. Келлер, выпускник Дюкского университета 1953 года, становится её новым деканом, что послужило поворотным моментом в истории школы. Келлеру удалось быстро улучшить её состояние. В 1978 году он организовал кампанию по привлечению капитала объёмом 20 млн долл. для строительства здания школы, а также с целью увеличить количество студентов MBA c 60 до 250 человек и более чем удвоить профессорско-преподавательский состав. За три года кампания принесла 24 млн долл., 10 из которых были переданы бизнесменом и филантропом Дж. Б. Фукуа. Изменилось и название школы, теперь она стала называться Школой бизнеса Фукуа.
Джон Брукс Фьюкуа был воспитан дедушкой и бабушкой на табачной ферме в округе Принца Эдварда, штат Вирджиния. Фукуа начал своё знакомство с Дюкским университетом, когда подростком выписывал книги по почте из библиотеки этого университета. Он очень много читал и быстро учился, хотя никогда не посещал колледж. Вместо этого он самостоятельно получал высшее образование. «Я являюсь доказательством того, что любое препятствие можно преодолеть, если вы намерены получать образование и тяжело работать».
Общая сумма пожертвований Дж. Б. Фукуа Дюкскому университету составляла около 40 млн долл. на момент его смерти 5 апреля 2006 года.
В сентябре 2008 школа начала организацию кампусов в Санкт-Петербурге, Дубае, Шанхае, Нью-Дели и Лондоне. Эта сеть глобально распределенных филиалов начала принимать студентов в августе 2009 года.

## Поступление
Чтобы поступить на очную (full time) программу обучения MBA, необходимо пройти конкурсный отбор. На курс, выпускающийся в 2012 году, было принято только 24 % из всех желающих. Цель набора школы Фукуа — разнообразный состав учащихся (то есть для курса 2011 года 39 % составляют студенты не из США, и 38 % — женщины).

## Учебный процесс
Профессорско-преподавательский состав бизнес-школы представляет 10 направлений: бухгалтерский учёт, теория принятия решений, экономика, финансы, менеджмент, менеджмент в здравоохранении, бизнес-коммуникации, маркетинг, операционный менеджмент, стратегия. Студенты программы Daytime MBA имеют возможность получить специализацию в следующих областях: теория принятия решений, энергетика и окружающая среда, предпринимательство и инновации, финансы, финансовый анализ, лидерство и этика, менеджмент, маркетинг, операционный менеджмент, социальное предпринимательство, стратегия. Профессорско-преподавательский состав бизнес-школы занял первое место в США согласно рейтингу журнала BusinessWeek (Intellectual Capital) в 2010 году. Главной академической наградой школы является премия Стипендиата Фукуа (Fuqua Scholar), которой награждаются студенты, представляющие собой топ-10 % класса.

### План обучения
Программа Daytime MBA включает в себя изучение фундаментальных обязательных бизнес-дисциплин, а также возможность углубленного изучения выбранного направления за счёт дисциплин по выбору.
Обучение делится на шестинедельные отрезки, а не четверти или семестры, что позволяет студентам посещать большее количество курсов. Занятие по каждому курсу составляет 2 часа 15 минут дважды в неделю. Увеличенное время занятия обеспечивает такую же продолжительность курса, какую другие бизнес-школы предоставляют за семестр. Это позволяет разбирать сложные темы за одно занятие и даёт дополнительное время для изучения кейсов, моделирования ситуаций и обсуждения, а также для содержательного общения с приглашенными лекторами, представителями бизнес-сообщества.

### Совместные степени
Программа Duke MBA предусматривает возможность получения совместных степеней с несколькими другими программами постбакалаврского образования Дюкского университета. Такие программы позволяют студенту сократить время получения двух степеней по сравнению с последовательным их получением.
Существуют следующие совместные степени:
- MBA/MD (совместно с Медицинским факультетом Дюкского университета)
- MBA/JD (совместно с Юридическим факультетом Дюкского университета)
- MBA/Master of Environmental Management (совместно со Школой Окружающей Среды и Наук о Земле им. Николаса)
- MBA/Master of Forestry (совместно со Школой Окружающей Среды и Наук о Земле им. Николаса)
- MBA/Master of Public Policy (совместно с Институтом Государственной Политики им. Терри Сэнфорда)
- MBA/Master of Science in Nursing (совместно с факультетом медсестринского дела)

## Карьера
По версии рейтинга бизнес-школ Financial Times, опубликованного в 2013 году, выпускники Школы бизнеса им. Фукуа 2010 года занимают 13 место среди выпускников бизнес-школ США по размеру средней заработной платы, взятой за три года, следующих за выпуском. В 2013 году в рейтинге журнала Forbes выпускники Школы бизнеса им. Фукуа занимают 8 место по размеру средней заработной платы, взятой за пять лет, следующих за выпуском.

## Рейтинги

### Daytime MBA
- 6 место в США по версии BusinessWeek 2012[6]
- 10 место в США и 17 место в мире по версии Financial Times 2014[10]
- 1 место в категории «Интеллектуальный капитал» по версии BusinessWeek 2012[6]
- 2 место в категории «Продуктивность исследований» по версии UT Dallas Business School Rankings в 2010[11]

### Executive MBA
- 4 место в США по версии U.S. News and World Report в 2014[12]
- 5 место в США и 8 место в мире по версии Financial Times 2013[13]
- 14 место в США по версии BusinessWeek в 2013[14]

### Duke Corporate Education
- 1 место в мире по версии BusinessWeek 2010[15]
- 1 место в мире по версии Financial Times 2014[16]

## Здания колледжа
Центр лидерства и этики Фукуа/Коуч К (COLE)
Центр развития социального предпринимательства (CASE)
Центр предпринимательства и инноваций (CEI)
Центр энергетики, развития и глобальной окружающей среды (EDGE)
Центр финансового превосходства

## Выпускники
- Мелинда Гейтс (MBA 1987), сопредседатель Фонда Билла и Мелинды Гейтс, бывшая жена Билла Гейтса
- Тим Кук (MBA 1988), генеральный директор компании Apple